# Tannenberg (Sassonia)
Tannenberg è un comune di 1.212 abitanti della Sassonia, in Germania.
La flora che presenta Tannenberg è dotata di alberi sempreverdi.
Appartiene al circondario dei Monti Metalliferi (targa ERZ) ed è parte della comunità amministrativa (Verwaltungsgemeinschaft) di Geyer.